# Patata rossa di Terranova del Pollino
La Patata rossa di Terranova del Pollino (pomme de terre rouge de Terranova del Pollino) est une production traditionnelle italienne de pommes de terre, cultivée dans la région de la Basilicate.
Elle bénéficie depuis 1999 de l'appellation « Produits agroalimentaires traditionnels » (PAT), appellation italienne qui n'est pas reconnue au niveau européen.
La variété cultivée est une variété ancienne de pomme de terre à peau rouge et à chair jaune, connue dans la région sous le nom de « patata russa ».
L'aire de production est limitée à la commune de Terranova di Pollino et des communes voisines du Val Sarmento. Le terroir se situe à une altitude de 700 à 800 mètres.
La culture de cette pomme de terre se caractérise par l'usage exclusif de fumier pour la fertilisation, et par la réalisation manuelle des opérations de plantation (de la fin avril à la fin mai) et de récolte (de la fin août au début septembre).